# نل نادینگز
نل نادینگز (۱۹ ژانویه ۱۹۲۹ – ۲۵ اوت ۲۰۲۲) فمینیست و فیلسوف تعلیم و تربیت آمریکایی بود که به‌طور خاص به خاطر دیدگاههای خود در زمینه فلسفه تعلیم و تربیت، نظریه‌های تربیتی و اخلاق مراقبت شناخته شده‌است.

## زندگی
نادینگز مدرک کارشناسی خود در رشته ریاضی و فیزیک را از دانشگاه ایالتی مونت‌کلر، و کارشناسی ارشد خود را در رشته ریاضی از دانشگاه راتگرز دریافت کرد. وی مدرک دکترای خود را در رشته تربیت از دانشگاه استنفورد دریافت کرد. نادینگز در سطوح مختلف نظام آموزشی مشغول به کار شد، هفده سال به عنوان معلم ریاضی در دبستان و دبیرستان و مدیر مدرسه کار کرد، پیش از آنکه مدرک دکترای خود را دریافت کند و در زمینه فلسفه تعلیم و تربیت، نظریه‌های تربیتی، و اخلاق کارهای تحقیقاتی خود را شروع کند. او در سال ۱۹۷۷ استاد دانشگاه استنفورد شد. در سال‌های تدریس خود در استنفورد در سال‌های ۱۹۸۱، ۱۹۸۲ و ۱۹۹۷ به خاطر توانایی در تدریس جایزه گرفت. او رئیس سابق انجمن فلسفه تعلیم و تربیت و انجمن جان دیوئی است. نادینگز ۱۰ فرزند، ۳۹ نوه و بیش از ۲۰ نتیجه دراد که اغلب آن‌ها در رشته تعلیم و تربیت تحصیل کرده‌اند. در سال ۲۰۱۲ همسرش به علت سرطان درگذشت.

## ایده‌های فلسفی نادینگز
نادینگز در سال ۱۹۸۴ با الهام از ایده‌های کارول گیلیان، اخلاق مراقبت یا غمخواری را در اثری با عنوان "مراقبت:رویکردی فمینیستی به اخلاق و تربیت اخلاقی" مطرح کرد. از جمله آثار مهم دیگر وی در زمینه اخلاق می‌توان به "زنان و شر" (۱۹۸۹) اشاره کرد. بیشتر کتاب‌های دیگر نادینگز در زمینه فلسفه تعلیم و تربیت است که مهم‌ترین آن با عنوان "فلسفه تعلیم و تربیت" در سال ۱۹۹۵ به چاپ رسیده است. علاوه بر فلسفه، نادینگز در زمینه روانشناسی اجتماعی نیز آثاری دارد.

## نقد اخلاق نادینگز
اخلاق مراقبت نادینگز توسط فمینیست‌ها از یک سو و باورمندان به اخلاق‌های سنتی از سوی دیگر مورد نقد قرار گرفته‌است. نقد فمینیست‌ها ناظر به این موضوع است که شخصی که مراقبت را باید انجام دهد همان نقش سنتی زنان در زندگی را دارد که چیزی در ازای آن نیز دریافت نمی‌کنند. سارا هوگ لند، فمینیست و فیلسوف آمریکایی در نقد نادینگز می‌گوید، نادینگز روابط نابرابر را به عنوان الگویی برای فهم مراقبت انتخاب کرده‌است. در حالی که روابط نابرابر مانند مادر و فرزند، یا معلم و شاگرد، کوتاه مدت و گذرا هستند و به منظور رشد و پرورش شخص مراقبت شونده در نظر گرفته می‌شوند تا کودک بتواند رابطه مبتنی بر مراقبت نابرابر را به پایان برساند. از نظر هوگ لند، روابط نابرابر به لحاظ اخلاقی مشکل آفرین هستند و الگویی ضعیف برای نظریه‌های اخلاقی. از نظر او در نظریه اخلاقی نادینگز، یک نفر دریافت کننده مراقبت است و دیگری دهنده، دهنده در موضع قدرت است و انتخاب می‌کند چه چیزی برای دریافت کننده خوب است یا بد ولی در ازای آن، خود مراقبی دریافت نمی‌کند. هوگ لند بر این باور است که روابط نابرابر نمی‌توانند به لحاظ اخلاقی خوب باشند.